# Stadionul Cape Town
Stadionul Cape Town este un stadion de fotbal și rugby din Cape Town, Africa de Sud, care a găzduit meciuri la Campionatul Mondial de Fotbal 2010. În timpul proiectării era numit Stadionul Renașterii Africane și înainte de asta a fost cunoscut ca Stadionul Green Point.

## Campionatul Mondial de Fotbal 2010
Meciurile jucate pe acest stadion la Campionatul Mondial au fost:
- 11 iunie: Uruguay v Franța
- 14 iunie: Italia v Paraguay
- 18 iunie: Anglia v Algeria
- 21 iunie: Portugalia v Korea DPR
- 24 iunie: Cameroon v Olanda
- 29 iunie: Șaisprezecimi: Spania vs Portugalia
- 3 iunie: Sferturi de finală: Argentina vs Germania
- 6 iulie: Semi-final: Uruguay v Țările de jos